# 開山堂

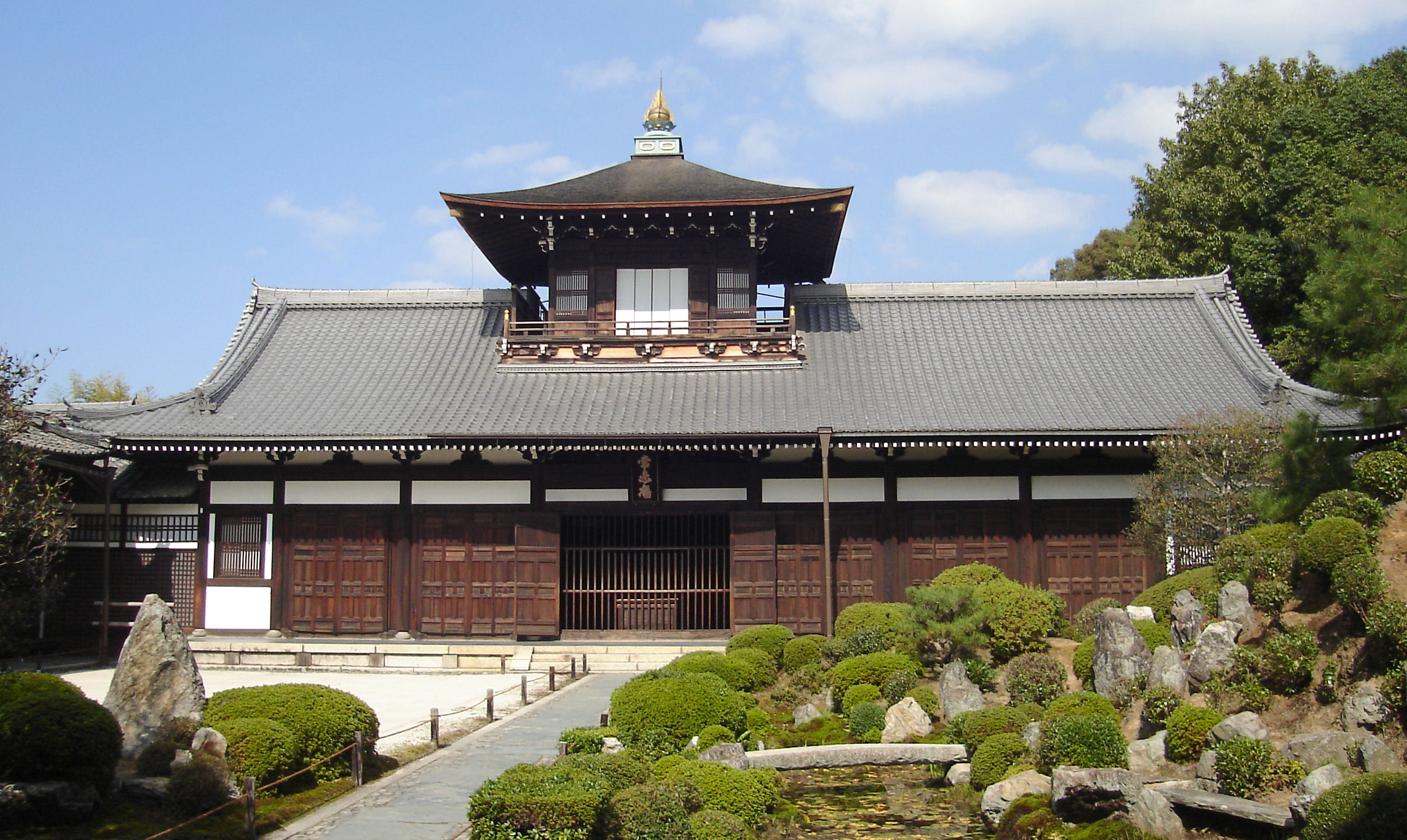
東福寺開山堂

開山堂（かいさんどう、かいざんどう）は、仏教寺院において開山の像を祀った堂のこと。寺院の「開山」とは、当該寺院に最初に住した僧のことを指すのが通例で、寺院の創立を発願し、経済的基盤を提供した人物である「開基」とは区別される。開山や宗祖の像を安置する堂を、寺によっては祖師堂（そしどう）、御影堂（みえいどう、ごえいどう）、影堂（えいどう）などともいう。宗派や寺院によっては、祖師堂や御影堂が本尊を安置する本堂よりも規模が大きく重視されることがある。

## 開山堂の例
- 善應寺（仙台市）の開山堂 - 仙台市指定有形文化財（建造物）。 もとは茅葺きで正面入口に廂がついていた。現在は、11尺（約3.3m）四方の宝形造瓦葺きの建物である伊達綱村書の「鶏足」の扁額が掛けられている。
- 永保寺（岐阜県多治見市）の開山堂 - 国宝。 入母屋造檜皮葺き。南北朝時代の建築。
- 東福寺（京都府京都市）の開山堂 - 別名「常楽庵」。重要文化財。正面柱間八間、禅式瓦敷を特徴とし、祀堂に開山国師像を安置する。
- 東大寺（奈良県奈良市）の開山堂 -  国宝。初代別当である良弁を祀る。国宝「良弁僧正坐像」が安置されている。
- 上醍醐（京都府京都市）の開山堂 - 重要文化財。慶長11年（1606年）再建。
- 西福寺（新潟県魚沼市）の開山堂 - 新潟県重要文化財。御開山芳室祖春大和尚や道元、歴代住職を奉る。石川雲蝶作の道元禅師猛虎調伏の図で有名。

## 御影堂の例
- 東寺（京都府京都市）の御影堂 - 大師堂とも。国宝。
- 知恩院（京都府京都市）の御影堂 - 国宝[1]。
- 東本願寺（京都府京都市）の御影堂 - 重要文化財。建築面積において世界最大の木造建築物。
- 西本願寺（京都府京都市）の御影堂 - 重要文化財。
- 唐招提寺（奈良県奈良市）の御影堂 - 重要文化財。国宝「鑑真和上坐像」を奉安する。
- 金剛峯寺（高野山）（和歌山県伊都郡高野町）の御影堂 - 高野山の壇上伽藍の中にある。
- 善通寺（香川県善通寺市）の御影堂 - 登録有形文化財。大師堂とも。空海生誕の場所。

## 祖師堂の例
- 妙成寺（石川県羽咋市）の祖師堂 - 重要文化財。1624年の建築。
- 法華経寺（千葉県市川市）の祖師堂 - 重要文化財。1678年の建築。
- 妙福寺（東京都町田市三輪町）の祖師堂 - 東京都指定文化財。室町時代の建築遺構。
- 妙福寺（東京都大田区池上）の祖師堂 - 登録文化財。1833年の建築。
- 妙本寺（神奈川県鎌倉市）の祖師堂 - 鎌倉市指定有形文化財。1838年頃の建築。